# Митч Райдер
Митч Ра́йдер (англ. Mitch Ryder, наст. имя: William S. Levise, Jr; род. 26 февраля 1945 года, Хамтрамк, Мичиган, США) — американский певец и музыкант. За 4 десятилетия записал более 2 дюжин альбомов
Музыкальный сайт AllMusic характеризует Митча Райдера как «страстного певца-рок-н-ролльщика», оказавшего огромное влияние на Брюса Спрингстина, «архитектора детройтского стиля хай-энерджи» (прим.: имеется в виду high-energy rock).
В 2004 году песня «Devil With a Blue Dress On / Good Golly Miss Molly» в исполнении Митча Райдера и группы Detroit Wheels вошла в список «500 величайших песен всех времён» по версии журнала «Rolling Stone» (на 428 место). Кроме того, эта песня в их исполнении входит в составленный Залом славы рок-н-ролла список 500 Songs That Shaped Rock and Roll.

## Дискография
- См. «Mitch Ryder § Discography» в английском разделе.